# Clay (New York)
Clay è un comune degli Stati Uniti d'America, situato nello Stato di New York, nella contea di Onondaga.